# Ђивнов
Ђивнов (пољ. Dziwnów) је град у Пољској у Војводству Западно Поморје у Повјату камјењском. Према попису становништва из 2011. у граду је живело 2.867 становника.

## Демографија
| 2011. | 2012. |
| ----- | ----- |
| 2.867 | 2.779 |

## Партнерски градови
- Вернојхен